# Kelley (Iowa)
Kelley – miasto w Stanach Zjednoczonych, w stanie Iowa, w hrabstwie Story. Zgodnie ze spisem statystycznym z 2000 roku, miasto liczyło 300 mieszkańców.